# Brian Hutton, Baron Hutton
James Brian Edward Hutton, Baron Hutton Kt PC QC (* 29. Juni 1931 in Belfast; † 14. Juli 2020) war ein britischer Jurist, der zuletzt zwischen 1997 und 2004 Lordrichter (Lord of Appeal in Ordinary) war und ab 1997 als Life Peer Mitglied des House of Lords war. Einer breiten Öffentlichkeit wurde er im Januar 2004 bekannt, als er den nach ihm benannten Hutton-Bericht vorlegte.

## Leben

### Aufstieg zum Lord Chief Justice of Northern Ireland
Nach dem Besuch der Shrewsbury School absolvierte Hutton ein Studium der Rechtswissenschaften am Balliol College der University of Oxford sowie der Queen’s University Belfast und nahm nach seiner anwaltlichen Zulassung 1954 eine Tätigkeit als Rechtsanwalt in Nordirland auf.
1969 wechselte er in den Staatsdienst und wurde Berater des Generalstaatsanwalts von Nordirland und 1970 zum Kronanwalt berufen. Nachdem er zwischen 1973 und 1979 Leitender Rechtsberater der Krone (Senior Crown Counsel) in Nordirland war, wurde er 1979 zum Richter am High Court of Justice von Nordirland berufen und wirkte dort bis 1988. In dieser Zeit war er 1974 Mitglied der Vereinigten Justizvollzugskommission und zwischen 1983 und 1990 Präsident der nordirischen Vereinigung für Psychohygiene sowie von 1985 bis 1988 stellvertretender Vorsitzender der Grenzkommission für Nordirland.
Im Anschluss wurde Hutton 1988 Nachfolger von Robert Lowry, Baron Lowry als Lord Chief Justice of Northern Ireland und leitete als solcher die nordirische Rechtsprechung und präsidierte über die Gerichtshöfe Nordirlands, den Court of Appeal, den High Court of Justice und den Crown Court. Kurz nach seiner Berufung in dieses Amt wurde er 1988 Knight Bachelor und führte fortan den Namenszusatz „Sir“ und daneben auch zum Privy Councillor ernannt. Das Amt des Lord Chief Justice bekleidete er bis zu seiner Ablösung durch Robert Carswell 1997.

### Lordrichter, Oberhausmitglied und Hutton-Bericht
Danach wurde Hutton 1997 Lordrichter (Lord of Appeal in Ordinary) und übte dieses Amt bis 2004 aus. Mit dieser Berufung wurde er am 6. Januar 1997 aufgrund des Appellate Jurisdiction Act 1876 als Baron Hutton, of Bresagh in the County of Down, auch in den Adelsstand berufen und gehört seither dem House of Lords als Mitglied an. Als Oberhausmitglied blieb er parteilos und schloss sich der Gruppe der sogenannten Crossbencher an. Zuletzt nahm er am 28. Juli 2010 an einer Abstimmung teil.
Im März 2015 wurde ihm vom House of Lords ein sogenannter Leave of Absence (Beurlaubung) gewährt.
Lord Hutton, der zwischen 1999 und 2004 Aufsichtsratsmitglied der University of Ulster war, wurde insbesondere zwischen 2003 und 2004 als Vorsitzender der nach ihm benannten Hutton-Kommission bekannt. Diese legte im Januar 2004 den Hutton-Bericht über den Tod des Waffenexperten David Kelly nach dem Irakkrieg vor.